# بلادونا ارگوتامین پ ب
بلادونا ارگوتامین پ ب (به انگلیسی: Belladonna  Ergotamin P B)
رده درمانی: داروهای مسکن
اشکال دارویی: قرص

## موارد مصرف
بلادونا ارگوتامین پ ب برای پیشگیری از سردرد های میگرنی , مشکلات هیجانی و سردرد قبل از قاعدگی و کاهش علائم یائسگی استفاده می شود.

## مکانیسم اثر
این دارو ترکیبی از بلادونا ، ارگوتامین و فنوباربیتال است. بلادونا دارای خواص آنتی کلینرژیک است مانند آتروپین و هیوسین.

## عوارض جانبی
یبوست ، خواب آلودگی ، تاری دید , خشکی دهان , علائم عصبی و مشکلات اداری.